# Mezmerize
Mezmerize — четвертий альбом Вірменсько-Американської групи System of a Down. Mezmerize - це перша з двох частин подвійного альбому Mezmerize/Hypnotize. Він був випущений 17 травня 2005 року за шість місяців перед Hypnotize. З часу випуску продано понад 10 мільйонів копій альбому.

## Треки
Всі слова написали Серж Танкян і Дарон Малакян, вся музика написана Дароном Малакяном, крім того, де позначено.
1. «Soldier Side — Intro» (Лірика & Музика: Дарон Малакян) — 1:03
2. «B.Y.O.B.» — 4:15
3. «Revenga» — 3:48
4. «Cigaro» — 2:11
5. «Radio/Video» (Лірика & Музика: Дарон Малакян) — 4:09
6. «This Cocaine Makes Me Feel Like I'm on This Song» — 2:08
7. «Violent Pornography» (Лірика & Музика: Дарон Малакян) — 3:31
8. «Question!» (Лірика: Серж Танкян, Музика: Серж Танкян і Дарон Малакян) — 3:20
9. «Sad Statue» — 3:25
10. «Old School Hollywood» (Лірика & Музика: Дарон Малакян) — 2:56
11. «Lost in Hollywood» — 5:20

## Чарти

### Альбом
Billboard (Північна Америка)
| Рік  | Чарт              | Позиція |
| ---- | ----------------- | ------- |
| 2005 | The Billboard 200 | 1       |

### Сингли
Billboard Music Charts (Північна Америка)
| Рік  | Сингл       | Чарт                   | Позиція |
| ---- | ----------- | ---------------------- | ------- |
| 2005 | «B.Y.O.B.»  | Modern Rock Tracks     | 4       |
| 2005 | «B.Y.O.B.»  | Mainstream Rock Tracks | 4       |
| 2005 | «B.Y.O.B.»  | The Billboard Hot 100  | 27      |
| 2005 | «Question!» | Modern Rock Tracks     | 9       |
| 2005 | «Question!» | Mainstream Rock Tracks | 7       |